# Marisat
Marisat foram os primeiros satélites de telecomunicações marítimos e foram projetados para fornecer telecomunicações confiável para a navegação comercial e a Marinha dos Estados Unidos. Os três satélites Marisat, F1, F2, e F3 foram construídas pela Hughes Aircraft Corporation (HAC) para a COMSAT Corporation, a partir de 1973. Os satélites foram projetados para fornecer serviços de telecomunicações marítimas em três grandes áreas oceânicas, Oceano Atlântico, Oceano Pacífico e Oceano Índico, e foram localizados em 72,5° E, 176,5° E e 345° E no arco orbital geoestacionário. O sistema de três satélites Marisat serviu como a constelação inicial da Inmarsat.
A posse dos três satélites Marisat foram transferido para a Lockheed Martin, quando comprou a COMSAT Corp em 2000, o satélite Marisat F2 foi adquirida pela Intelsat como parte da aquisição da COMSAT General Corp., em outubro de 2004.
Os três satélites foram todos lançados em 1976. O Marisat F1 foi lançado em 19 de fevereiro de 1976, O Marisat F2 foi lançado em 10 de junho de 1976, e o Marisat F3 foi lançado às 22:44 GMT, em 14 de outubro de 1976, o veículo de lançamento usado para os satélites foi o McDonnell Douglas 2914 Delta. Os satélites foram lançados a partir da Estação da Força Aérea de Cabo Canaveral pelo National Aeronautics and Space Administration sob contrato com a COMSAT. Em 1981, a Inmarsat assumiu a partir do sistema Marisat.

## Satélites
| Satélite  | Fabricante | Data do lançamento      | Veiculo de lançamento | Estado                            | Nota                              |
| --------- | ---------- | ----------------------- | --------------------- | --------------------------------- | --------------------------------- |
| Marisat 1 | Hughes     | 19 de fevereiro de 1976 | Delta 2914            | Retirado em 1 de abril de 1997    | [ 5 ]                             |
| Marisat 2 | Hughes     | 10 de junho de 1976     | Delta 2914            | Retirado em setembro de 1996.     | [ 5 ]                             |
| Marisat 3 | Hughes     | 14 de outubro de 1976   | Delta 2914            | Retirado em 29 de outubro de 2008 | Transferido para Intelsat em 2004 |